# Ghislain de Bryas
Ghislain de Bryas, marquis de Molinghem, était un général, mort en 1650.

## Biographie
Il est le fils de Jacques III de Bryas et de sa seconde femme, Adrienne de Nédonchel, et le petit-fils de Jacques de Bryas.
Entré dans l'armée des Pays-Bas au service du roi d'Espagne en 1620, il atteint rapidement le grade de maître de camp. Il prit part à la prise de Venloo (en) en 1637 et en fut nommé gouverneur.
Il rejoignit Gueldres pour défendre la ville en 1638 lorsque les hollandais l'assiégèrent. Il causa d'importantes pertes aux troupes hollandaises et fut nommé gouverneur de la ville. Il reçut le soutien de l'infant Ferdinand pour ravitailler la place. Bryas fit une sortie à la tête de deux mille fantassins et de cent chevaux, pour faciliter l'entrée des renforts, et prit deux forts, six pièces de canon et trois étendards aux ennemis.
Il reçut le commandement d'un tercio wallon de vingt compagnies et fut envoyé par le roi Philippe IV d'Espagne en Catalogne et au Portugal où des révoltes se déroulaient. Sur la route, il fut attaqué par la flotte hollandaise, à la hauteur de Dunkerque, et fut grièvement blessé à la cuisse. Cette blessure retarda les troupes wallonnes, ce qui inquiéta le ministre Olivarès sur le déroulement des opérations. Enfin débarqués en Espagne, Bryas et ses troupes aidèrent à reprendre Salses. Ils portèrent ensuite secours à Tarragone, assiégée par les troupes françaises, et malgré l'infériorité des hommes, ils réussirent à faire prisonniers le maître de camp général d'Ardenne, trois capitaines, seize autres officiers, quatre-vingts soldats et prirent deux cents chevaux.
Bryas fut nommé commandant l'artillerie royale en Aragon et lors du siège de Badajoz, où il eut sous ses ordres cinq mille hommes d'infanterie et deux mille de cavalerie.
Capitaine général de la cavalerie espagnole, il vainquit le 26 mai 1644, avec trois mille cinq cents fantassins et onze cents chevaux, l'armée portugaise, composée de huit mille hommes à pied et de treize cents chevaux et lui tua trois mille deux cents hommes.
Il battit ensuite San-Alexo à Talavera.
Il fut également conseiller au Conseil suprême de Guerre du roi d'Espagne, ainsi que mestre de camp général des armées espagnoles aux Pays-Bas. 
En remerciement de ses services et de ceux de sa famille, il reçut la charge de grand bailli héréditaire des bois et forêts du Hainaut.
Bryas fut créé chevalier de l'ordre de Calatrava et commandeur de Molinos et de Lagunaroto.